# Pachyammina
Pachyammina es un género de foraminífero bentónico de estatus incierto, aunque considerado un sinónimo posterior de Amphitremoida de la familia Hippocrepinellidae, de la superfamilia Astrorhizoidea, del suborden Astrorhizina y del orden Astrorhizida. Su especie tipo es Amphitremoida? pachytheca. Su rango cronoestratigráfico abarca el Ordovícico.

## Discusión
Clasificaciones previas incluían Pachyammina en la familia Dryorhizopsidae, así como en el suborden Textulariina del orden Textulariida.

## Clasificación
Pachyammina incluye a las siguientes especies:
- Pachyammina pachytheca †